# Dominic Lewis
Dominic Alexander Charles Lewis (Londra, 29 gennaio 1985) è un compositore e musicista inglese.
Ha composto musiche per film e serie televisive, tra cui: Free Birds - Tacchini in fuga, My Spy e DuckTales.

## Filmografia parziale

### Cinema
- Dragons - Il dono del drago (Dragons: Gift of the Night Fury) - cortometraggio d'animazione, regia di Tom Owens (2011)
- Free Birds - Tacchini in fuga (Free Birds) - film d'animazione, regia di Jimmy Hayward (2013)
- L'A.S.S.O. nella manica (The DUFF), regia di Ari Sandel (2015)
- Spooks - Il bene supremo (Spooks: The Greater Good), regia di Bharat Nalluri (2015)
- Boog & Elliot 4 - Il mistero della foresta (Open Season: Scared Silly) - film d'animazione, regia di David Feiss (2016)
- Money Monster - L'altra faccia del denaro (Money Monster), regia di Jodie Foster (2016)
- Botte da prof. (Fist Fight), regia di Richie Keen (2017)
- Crazy Night - Festa col morto (Rough Night), regia di Lucia Aniello (2017)
- Peter Rabbit, regia di Will Gluck (2018)
- Piccoli brividi 2 - I fantasmi di Halloween (The Goosebumps 2: Haunted Halloween), regia di Ari Sandel (2018)
- My Spy, regia di Peter Segal (2020)
- Peter Rabbit 2 - Un birbante in fuga (Peter Rabbit 2: The Runaway), regia di Will Gluck (2021)
- The King's Man - Le origini (The King's Man), regia di Matthew Vaughn (2021)
- Bullet Train, regia di David Leitch (2022)
- Spirited - Magia di Natale (Spirited), regia di Sean Anders (2022)
- The Fall Guy, regia di David Leitch (2024)

### Televisione
- The Player - serie TV (2015)
- L'uomo nell'alto castello (The Man in the High Castle) - serie TV, 39 episodi (2015-2019)
- DuckTales - serie TV d'animazione, 69 episodi (2017-2021)
- Monsters & Co. la serie - Lavori in corso! (Monsters at Work) - serie TV d'animazione, 10 episodi (2021)
- Baymax! - serie TV d'animazione (2022-in corso)
- Caleidoscopio (Kaleidoscope) - miniserie TV (2023)